# Heydebreck

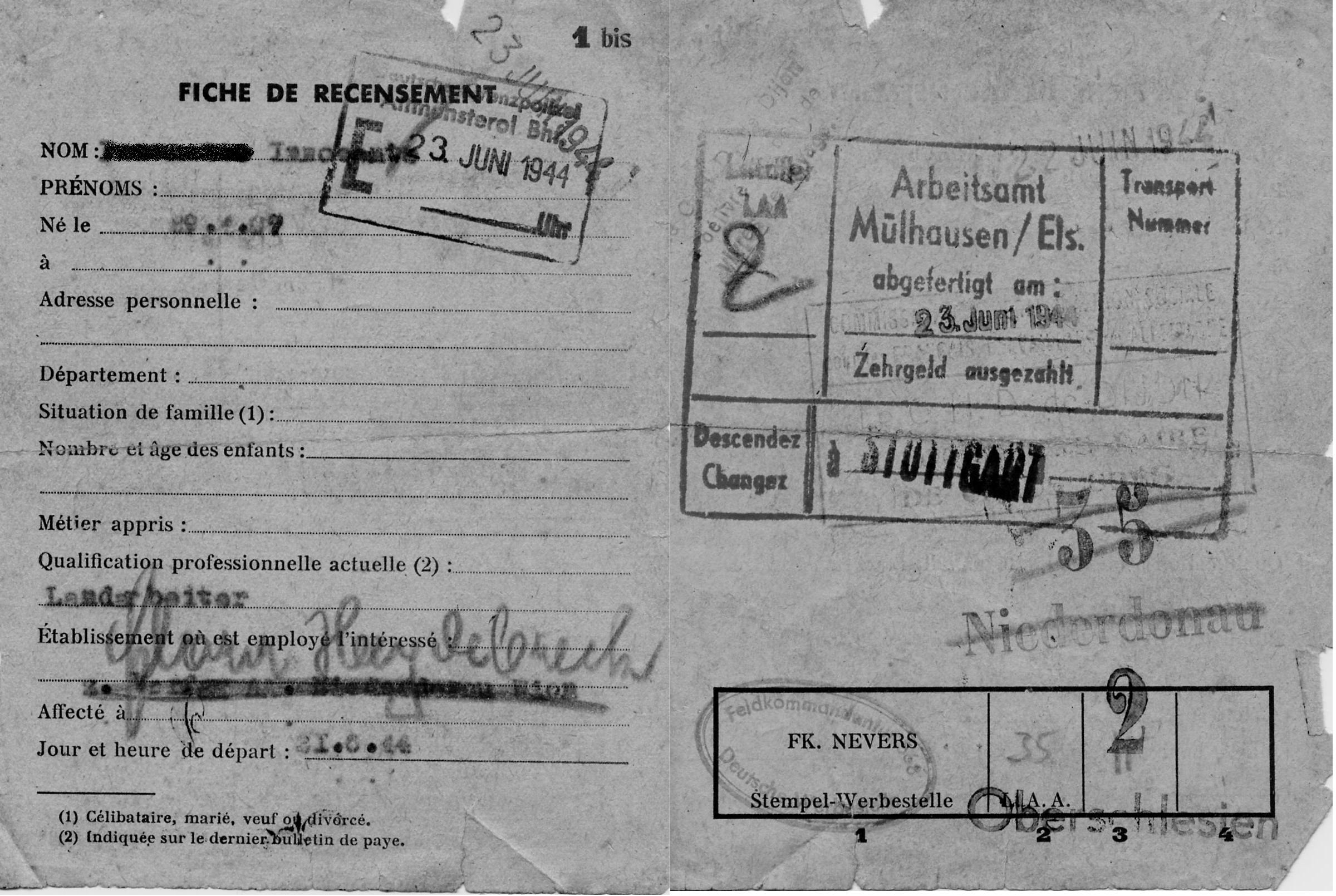
Fiche de recensement de déportation de travailleur au camp de Heydebreck en juin 1944 ; travailleur STO d'abord affecté sur l'organisation TODT en 1943 à Boulogne sur mer, fuyant les bombardements de juin 1944, il a été arrêté à Moulin pour être transféré en Haute Silésie : malgré l'effondrement du front ouest, l'Allemagne nazie ne relâche pas son organisation de déportation.

Heydebreck est un camp de travailleurs en Haute-Silésie, voisin d'un kommando du camp de la mort d'Auschwitz.
Le nom de la ville actuelle en Pologne est Kędzierzyn (en allemand Kandrzin, jusqu'en 1929 : Kandrzin-Pogorzelletz, 1934–45 : Heydebreck O.S.)
En janvier 1944, François Bertrand crée un camp à Heydebreck, dépendant également du complexe IG Farben de Blechhammer situé en Haute-Silésie. Il y a dans les environs un camp de concentration, Kommando dépendant d’Auschwitz, regroupant 3 000 juifs ayant « échappé » à la mort par gazage. Grâce à l’accord d’un Allemand, le docteur Schutz, directeur du personnel des usines IG Farben (essence synthétique), François Bertrand peut organiser un camp de 2 000 Français, dont 500 sont habillés en CJF .

## Après l'IG Farben, le front soviétique

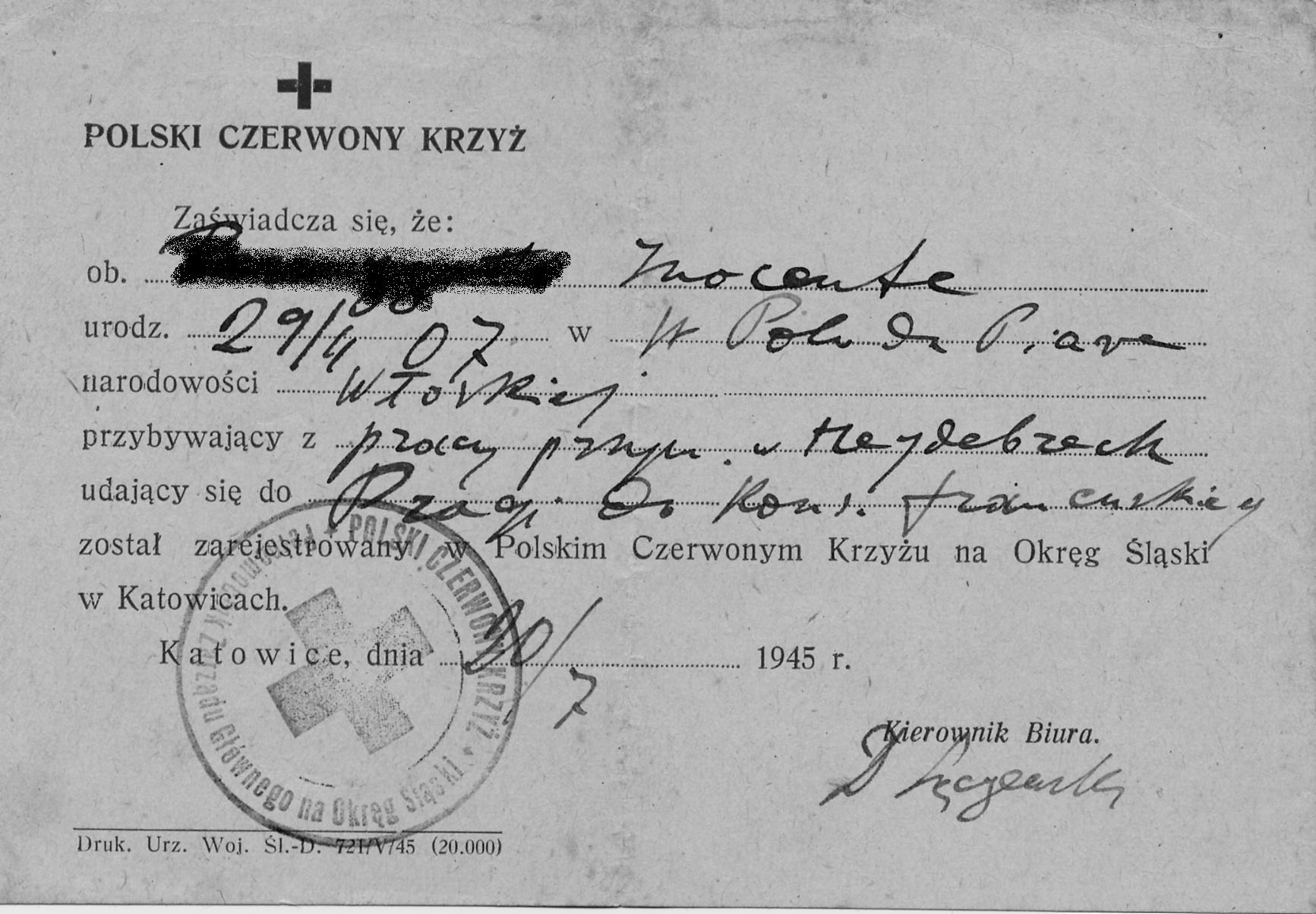
Fiche de la Croix Rouge de Katowice datée du 20 juillet 1945 d'un déporté du camp de Heydebreck ; il avait perdu la moitié de son poids ; n'ayant aucune confiance dans les promesses soviétiques de rapatriement via Odessa, il a fini par s'enfuir sous un train vers Berlin avant gagner la France en août 1945

Selon le témoignage d'un déporté transféré à Heydebreck en juin 1944, le travail à fournir dans les installations de l'IG Farben était limité mais la nutrition était déplorable. En janvier 1945, l'armée soviétique prend le contrôle du camp et la situation n'est pas meilleure : 

« Avec les allemands, nous mangions peu et travaillions peu; avec les russes, nous mangions mieux mais travaillions beaucoup. »

 Les déportés participent sur le front à l'effort de guerre soviétique en creusant par exemple 7 mètres de tranchées par jour. Beaucoup de ceux qui avaient survécu à la faim mourront d'épuisement.